# Кабанівка (притока Білки)
Кабанівка — річка в Україні у Львівському районі, Львівської області. Ліва притока річки Білки (басейн Західного Бугу).

## Опис
Довжина річки близько 9,48 км, найкоротша відстань між витоком і гирлом — 8,58  км, коефіцієнт звивистості річки — 1,11 . Формується декількома безіменними струмками та загатами.

## Розташування
Бере початок на південно-західній стороні від села Соснівки. Спочатку тече на південний схід через село Виннички, далі тече переважно на північний схід через село Глуховичі і на північно-західній околиці села Гаї впадає у річку Білку, праву притоку річки Полтви.

## Цікаві факти
- На річці існує декілька газових свердловин[4].